# Velká Bíteš
Velká Bíteš é uma cidade checa localizada na região de Vysočina, distrito de Žďár nad Sázavou.